# Чемпіонат України з футзалу серед жінок 2012—2013
Чемпіонат України з футзалу серед жінок 2012—2013 — 19-й чемпіонат України, в якому переможцем стала коцюбинська «Біличанка-НПУ» під керівництвом В. В. Колтка.

## Учасники
Порівняно з попереднім чемпіонатом команд стало більше, а саме 8. Тільки була представлена північна, центральна і східна Україна.
| - «Біла Лінія» (с. Шкарівка, Київська область) - «Біличанка-НПУ» (смт. Коцюбинське, Київська область) - «Злагода» (Дніпропетровськ) - «IMS» (Черкаси) | - «Ніка-ПНПУ» (Полтава) - «УАБС» (Суми) - «ФКЛ-Інтер» (Луганськ) - «Ятрань-УДПУ-Базис» (Умань, Черкаська область) |

## Регіональний розподіл
| Регіон                   | Кіл-ть команд | Команди                   |
| ------------------------ | ------------- | ------------------------- |
| Київська область         | 2             | Біличанка-НПУ, Біла Лінія |
| Черкаська область        | 2             | IMS, Ятрань-УДПУ-Базис    |
| Дніпропетровська область | 1             | Злагода                   |
| Луганська область        | 1             | ФКЛ-Інтер                 |
| Полтавська область       | 1             | Ніка-ПНПУ                 |
| Сумська область          | 1             | УАБС                      |

## Підсумкова таблиця
| М | Команда                     | І  | В  | Н | П  | РМ     | О  |
| - | --------------------------- | -- | -- | - | -- | ------ | -- |
|   | «Біличанка-НПУ» Коцюбинське | 14 | 13 | 1 | 0  | 168−23 | 40 |
|   | «Ніка-ПНПУ» Полтава         | 14 | 10 | 2 | 2  | 96−36  | 32 |
|   | «Злагода» Дніпропетровськ   | 14 | 10 | 2 | 2  | 83−24  | 32 |
| 4 | «УАБС» Суми                 | 14 | 7  | 0 | 7  | 62−72  | 21 |
| 5 | «Ятрань-УДПУ-Базис» Умань   | 14 | 6  | 1 | 7  | 52−86  | 19 |
| 6 | «ФКЛ-Інтер» Луганськ        | 14 | 3  | 0 | 11 | 38−105 | 9  |
| 7 | «IMS» Черкаси               | 14 | 2  | 0 | 12 | 36−90  | 6  |
| 8 | «Біла Лінія» Шкарівка       | 14 | 2  | 0 | 12 | 32−131 | 6  |